# Peter Lesser

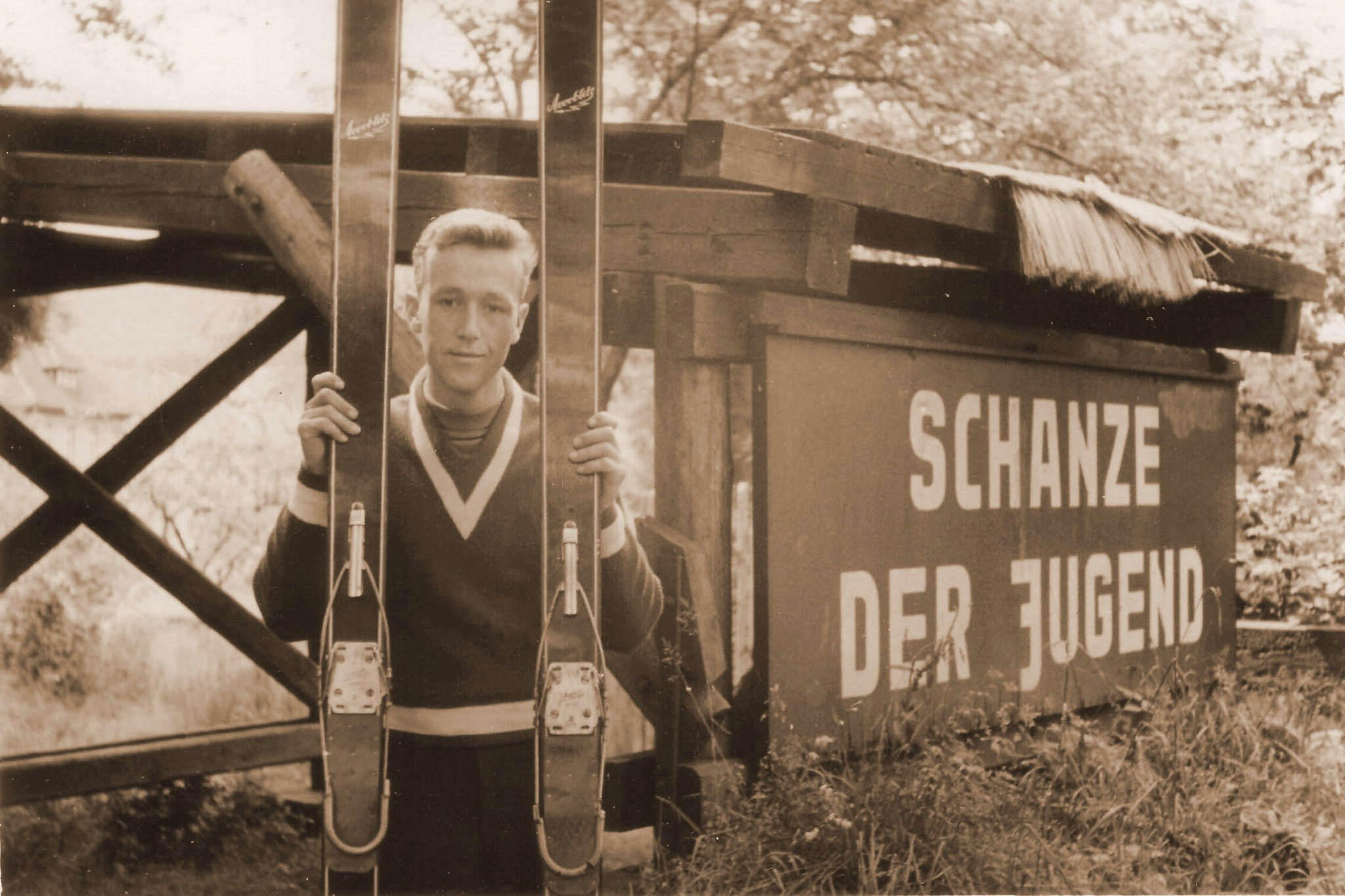
Peter Lesser 1961 in Zella-Mehlis

Peter Lesser (* 15. August 1941 in Eisenberg) ist ein ehemaliger deutscher Skispringer. Er ist in Brotterode am Inselsberg aufgewachsen und war neben Helmut Recknagel einer der weltbesten Skiflieger der 1960er-Jahre.

## Werdegang
Erste nennenswerte Erfolge gelangen ihm als elfjährigem Schüler 1951 mit dem Gewinn der Thüringer Schülermeisterschaft im Spezialsprunglauf und in der Kombination. Mit etwa 16 Jahren erkannte der legendäre Zella-Mehliser Trainer und Mattenspringen-Erfinder Hans Renner das Talent. Er erhielt eine Lehrstelle als Werkzeugmacher bei den Mercedes Büromaschinen Werken Zella-Mehlis und wurde 1956 Mitglied bei der SG Motor Zella-Mehlis, 1958 beim SC Motor Zella-Mehlis, wo er von Werner Klaubel, Horst Lesser und Hans Renner trainiert wurde. Einen ersten Erfolg landete er 1959 mit Platz drei beim Weihnachtsspringen in Oberwiesenthal. Bei der Vierschanzentournee 1961/62 landete er in Bischofshofen auf der Paul-Außerleitner-Schanze auf Rang fünf. Da er als DDR-Springer bei den Springen in Oberstdorf und Garmisch jedoch nicht antreten durfte, reichte es am Ende nicht für einen vorderen Rang in der Gesamtwertung der Tournee. 1962 bei der Nordischen Skiweltmeisterschaft in Zakopane erreichte er Platz fünf auf der Großschanze. Hierbei war er vorerst durch einen Irrtum des Kampfgerichts sogar auf Rang 3 klassiert gewesen, so dass er die Bronzemedaille erhielt. Als der Fehler bemerkt wurde (Niilo Halonen war der tatsächliche Drittplatzierte) und Lesser zur Rückgabe der Medaille ersucht werden sollte, war dieser mit dem DDR-Team (es war der Schlusstag dieser Weltmeisterschaften, der 25. Februar) bereits abgereist.  Einer seiner größten Erfolge war die Einstellung des Weltrekordes am 1. März 1962 auf der Flugschanze am Kulm mit 141 m, den er am 21. März 1965 auf derselben Schanze auf 145 m verbesserte, wobei er allerdings in der Gesamtwertung dieses Tages und auch im Gesamtklassement dieser Flugtage (lediglich) Rang 3 belegte.  Bei der Vierschanzentournee 1966/67 gelangen dem Weitenjäger ein zweiter Rang in der Tageswertung und ein fünfter Platz in der Gesamtwertung. Mit zwei dritten Rängen in Oberwiesenthal beendete er im März 1969 seine aktive Skisprungzeit. Bis heute ist er seinem Verein, dem SC Motor Zella-Mehlis, als Kampfrichter treu geblieben.
Peter Lesser ist seit 1966 verheiratet, hat eine Tochter und zwei Enkelkinder und wohnt heute in Suhl.

## Sportlicher Werdegang
- Anfänge des Skispringens in Brotterode
- 1956 Mitglied bei der SG Motor Mitte Zella-Mehlis
- 1958 Mitglied im SC Motor Zella-Mehlis[4]
- 1959 Teilnahme an der Jugendskiwoche in Hasselfelde, 3. Platz im Skispringen
- 1961 Erste Teilnahme an einer Skiflugveranstaltung in Oberstdorf, 5. Platz mit 130 m
- 1962 Weltrekord im Skifliegen auf der Schanze am Kulm mit 141 m[5]
- 1962 5. Platz bei der Weltmeisterschaft in Zakopane[6]
- 1965 Neuer Weltrekord im Skifliegen auf der Schanze am Kulm mit 145 m[5]
- 1966 9. Platz bei der Weltmeisterschaft in Oslo am Holmenkollen[7]
- 1967 2. Platz bei der Skiflugwoche in Oberstdorf
- 1968 DDR-Meister mit der Mannschaft[8]
- 1969 Beendigung der aktiven Laufbahn

## Erfolge

### Weltrekorde
| #     | Schanze | Ort                      | Land       | Weite   | aufgestellt am | Rekord bis       |
| ----- | ------- | ------------------------ | ---------- | ------- | -------------- | ---------------- |
| 53    | Kulm    | Bad Mitterndorf/Tauplitz | Österreich | 141,0 m | 1. März 1962   | 14. Februar 1964 |
| Sturz | Kulm    | Bad Mitterndorf/Tauplitz | Österreich | 147,0 m | 20. März 1965  | Ungültig         |
| 57    | Kulm    | Bad Mitterndorf/Tauplitz | Österreich | 145,5 m | 21. März 1965  | 12. März 1966    |

### Ungültig Schanzenrekord
| Schanze                    | Ort     | Land        | Weite   | aufgestellt am | Rekord bis |
| -------------------------- | ------- | ----------- | ------- | -------------- | ---------- |
| Bloudkova velikanka (K120) | Planica | Jugoslawien | 133,0 m | 27. März 1966  | Ungültig   |